# Discografia de Scorpions
Esta é a discografia da banda alemã Scorpions.

## Álbuns de estúdio
| Ano  | Título                                                            | Posições nas tabelas | Posições nas tabelas | Posições nas tabelas | Posições nas tabelas | Posições nas tabelas | Posições nas tabelas | Posições nas tabelas | Posições nas tabelas | Posições nas tabelas | Posições nas tabelas | Certificações (vendas limiares)                                                                                |
| Ano  | Título                                                            | GER                  | AUT                  | FIN                  | FRA                  | NLD                  | SWE                  | SWI                  | UK                   | CAN                  | US                   | Certificações (vendas limiares)                                                                                |
| ---- | ----------------------------------------------------------------- | -------------------- | -------------------- | -------------------- | -------------------- | -------------------- | -------------------- | -------------------- | -------------------- | -------------------- | -------------------- | --- |
| 1972 | Lonesome Crow - Lançado: 9 de agosto - Formatos: CD, LP, CS       | —                    | —                    | —                    | —                    | —                    | —                    | —                    | —                    | —                    | —                    | |
| 1974 | Fly to the Rainbow - Lançado: 1 de Novembro - Formats: CD, LP, CS | —                    | —                    | —                    | —                    | —                    | —                    | —                    | —                    | —                    | —                    | |
| 1975 | In Trance - Lançado: 17 de setembro - Formatos: CD, LP, CS        | —                    | —                    | —                    | —                    | —                    | —                    | —                    | —                    | —                    | —                    | |
| 1976 | Virgin Killer - Lançado: 21 de novembro - Formatos: CD, LP, CS    | —                    | —                    | —                    | —                    | —                    | —                    | —                    | —                    | —                    | —                    | |
| 1977 | Taken by Force - Lançado: 4 de dezembro - Formatos: CD, LP, CS    | —                    | —                    | —                    | —                    | —                    | —                    | —                    | —                    | —                    | —                    | |
| 1979 | Lovedrive - Lançado: 25 de fevereiro - Formatos: CD, LP, CS       | 11                   | —                    | —                    | —                    | 10                   | —                    | 32                   | 36                   | —                    | 55                   | - EUA: Ouro - ALE: Ouro - FRA: Ouro                                                                            |
| 1980 | Animal Magnetism - Lançado: 31 de março - Formatos: CD, LP, CS    | 12                   | —                    | —                    | —                    | —                    | —                    | 37                   | 23                   | 76                   | 52                   | - EUA: Platina - CAN: Ouro                                                                                     |
| 1982 | Blackout - Lançado: 29 de março - Formatos: CD, LP, CS            | 10                   | —                    | —                    | 12                   | 1                    | 45                   | 77                   | 11                   | 11                   | 10                   | - EUA: Platina - FRA: Ouro - CAN: Platina                                                                      |
| 1984 | Love at First Sting - Lançado: 27 de março - Formatos: CD, LP, CS | 6                    | 19                   | 4                    | 4                    | —                    | 17                   | 9                    | 17                   | 15                   | 6                    | - EUA: 3× Platina - ALE: Ouro - CAN: 2× Platina                                                                |
| 1988 | Savage Amusement - Lançado: 18 de abril - Formatos: CD, LP, CS    | 4                    | 18                   | 1                    | 16                   | 24                   | 2                    | 5                    | 18                   | 25                   | 5                    | - EUA: Platina - ALE: Ouro - FRA: Ouro - CAN: Platina - FIN: Ouro                                              |
| 1990 | Crazy World - Lançado: 6 de novembro - Formatos: CD, LP, CS       | 1                    | 1                    | 4                    | 2                    | 6                    | 6                    | 3                    | 27                   | 20                   | 21                   | - EUA: 2× Platina - ALE: 2× Platina - SUI: 2× Platina - CAN: 2× Platina - RU: Prata - AUS: Platina - FIN: Ouro |
| 1993 | Face the Heat - Release: 21 de setembro - Formatos: CD, LP, CS    | 4                    | 12                   | 7                    | 5                    | 34                   | 15                   | 9                    | 51                   | 34                   | 24                   | - SUI: Ouro - FRA: Ouro                                                                                        |
| 1996 | Pure Instinct - Lançado: 21 de maio - Formatos: CD, LP, CS        | 8                    | 20                   | 10                   | 11                   | 95                   | 38                   | 15                   | —                    | —                    | 99                   | - ALE: Ouro - FRA: Ouro - FIN: Ouro                                                                            |
| 1999 | Eye II Eye - Lançado: 9 de março - Formatos: CD, LP, CS           | 6                    | —                    | 37                   | 50                   | —                    | —                    | 49                   | —                    | —                    | —                    | |
| 2004 | Unbreakable - Lançado: 22 de junho - Formatos: CD, LP, CS         | 4                    | 30                   | 15                   | 42                   | —                    | 14                   | 19                   | —                    | —                    | —                    | |
| 2007 | Humanity: Hour I - Lançado: 25 de maio - Formatos: CD, LP, CS     | 9                    | 41                   | 29                   | 16                   | 91                   | 36                   | 27                   | —                    | —                    | 63                   | |
| 2010 | Sting in the Tail - Lançado: 14 de Março - Formatos: CD           | 2                    | 6                    | 6                    | 16                   | 71                   | 14                   | 6                    | 96                   | 22                   | 23                   | - ALE: Platina                                                                                                 |
| 2011 | Comeblack - Lançado: 4 de Novembro - Formatos: CD, LP             | 25                   | 67                   | —                    | 22                   | —                    | —                    | 33                   | —                    | —                    | 90                   | |
| 2015 | Return to Forever - Lançamento: 23 de fevereiro                   | 2                    | 11                   | 7                    | 5                    | 39                   | 17                   | 2                    | 31                   | 16                   | 65                   | - RUS: Platina                                                                                                 |
| 2022 | Rock Believer - Lançamento: 25 de fevereiro                       | 2                    | 4                    | 3                    | 2                    | 15                   | 6                    | 2                    | 18                   | 60                   | 59                   | |

## Álbuns ao vivo
| Informações dos álbuns |
| --- |
| Tokyo Tapes (gravação ao vivo) - Lançado: 1978 - Posição nas tabelas: #14 França, # 35 Alemanha, # 42 Suécia, #51 Japão - Certificação FRA: - Ouro                                                                                |
| World Wide Live (gravação ao vivo) - Lançado: 1985 - Posição nas tabelas: # 17 EUA, # 18 RU, # 4 Alemanha, # 4 Áustria, # 20 França, # 9 Suécia, # 18 Suiça - Certificação RIAA: - Platina, CRIA: Platina, BVMI: Ouro, SNEP: Ouro |
| Live Bites (gravação ao vivo) - Lançado: 1995 - Posição nas tabelas: - Posição nas tabelas: #66 Alemanha |
| Acoustica - Lançado: 2001 - Posição nas tabelas: #13 Alemanha, 17# Portugal, #35 Suíça, #42 Coreia, #46 França - Certificação ABPD: Ouro                                                                                          |
| Live 2011: Get Your Sting & Blackout - Lançamento: October 14, 2011 - ravadora: RCA /Sony Music - Posição nas tabelas: #105 Bélgica                                                                                               |
| MTV Unplugged - Live in Athens - Lançamento: 29 de Novembro, 2013 - Gravadora: RCA /Sony Music - Posição nas tabelas: #5 Alemanha, #29 Suiça, #37 Austria, #85 França, #113 EUA - Certificação: BVMI Ouro                         |

## Compilações
- 1978 - Best of Scorpions
- 1980 - Rock Galaxy
- 1982 - Hot & Heavy
- 1984 - Best of Scorpions Vol. 2
- 1988 - Gold Ballads
- 1989 - Best of Rockers 'n' Ballads
- 1990 - Hurricane Rock (Collection 1974-1988)
- 1991 - Wind of Change
- 1991 - Hot & Slow: The Best of the Ballads
- 1992 - Still Loving You
- 1993 - Hot & Hard
- 1993 - Selection
- 1995 - Deadly Sting
- 1995 - Born to Touch Your Feelings
- 1997 - Deadly Sting: The Mercury Years
- 1998 - Hot & Slow: Best Masters of the 70's
- 1998 - Master Series
- 1999 - Best
- 1999 - The Millennium Collection
- 2000 - Pictured Life: All the Best
- 2001 - Star Profile
- 2001 - 20th Century Masters: The Millennium Collection: The Best of Scorpions
- 2002 - Classic Bites / Wind of Change
- 2003 - The Essential
- 2002 - Bad for Good: The Very Best of Scorpions
- 2004 - Box of Scorpions
- 2005 - The Platinum Collection
- 2006 - Gold
- 2006 - No. 1's
- 2008 - The Best of Scorpions
- 2017 - Born to Touch Your Feelings - Best of Rock Ballads

## Outro
| Informação do álbum |
| --- |
| Moment of Glory (com a Orquestra Filarmônica de Berlim) - Lançado: 2000 - Posição nas tabelas: #3 Alemanha, #9 Dinamarca, #28 Portugal, #70 França, #48 Suíça, #100 Japão - Certificação BVMI: Ouro ; AFP: Platina |

## Singles
| Ano  | Canção                                                 | Posições nas paradas | Posições nas paradas | Posições nas paradas | Posições nas paradas | Álbum                                                    |
| Ano  | Canção                                                 | EUA Hot 100          | EUA Main. Rock       | UK Singles Chart     | Media Control Charts | Álbum                                                    |
| ---- | ------------------------------------------------------ | -------------------- | -------------------- | -------------------- | -------------------- | -------------------------------------------------------- |
| 1975 | "In Trance"                                            | -                    | -                    | -                    | -                    | In Trance                                                |
| 1976 | "Speedy's Coming"                                      | -                    | -                    | -                    | -                    | Fly to the Rainbow                                       |
| 1977 | "Virgin Killer"                                        | -                    | -                    | -                    | -                    | Virgin Killer                                            |
| 1977 | "He's a Woman - She's a Man"                           | -                    | -                    | -                    | -                    | Taken by Force                                           |
| 1979 | "All Night Long"                                       | -                    | -                    | -                    | -                    | Tokyo Tapes                                              |
| 1979 | "Is There Anybody There"                               | -                    | -                    | -                    | -                    | Lovedrive                                                |
| 1979 | "Another Piece of Meat"                                | -                    | -                    | -                    | -                    | Lovedrive                                                |
| 1979 | "Is There Anybody There" / "Another Piece of Meat"     | -                    | -                    | 39                   | -                    | Lovedrive                                                |
| 1979 | "Lovedrive"                                            | -                    | -                    | 69                   | -                    | Lovedrive                                                |
| 1980 | "Make It Real"                                         | -                    | -                    | 72                   | -                    | Animal Magnetism                                         |
| 1980 | "The Zoo"                                              | -                    | -                    | 75                   | -                    | Animal Magnetism                                         |
| 1980 | "Hey You"                                              | -                    | -                    | -                    | -                    | Animal Magnetism                                         |
| 1980 | "Only a Man"                                           | -                    | -                    | -                    | -                    | Animal Magnetism                                         |
| 1982 | "No One Like You"                                      | 65                   | 1                    | 64                   | -                    | Blackout                                                 |
| 1982 | "Can't Live Without You"                               | -                    | 47                   | 63                   | -                    | Blackout                                                 |
| 1982 | "Now!"                                                 | -                    | -                    | -                    | -                    | Blackout                                                 |
| 1984 | "Rock You Like a Hurricane"                            | 25                   | 5                    | 78                   | -                    | Love at First Sting                                      |
| 1984 | "Still Loving You"                                     | 64                   | 36                   | -                    | 14                   | Love at First Sting                                      |
| 1984 | "Big City Nights"                                      | -                    | 14                   | 76                   | -                    | Love at First Sting                                      |
| 1984 | "Coming Home"                                          | -                    | -                    | -                    | -                    | Love at First Sting                                      |
| 1985 | "No One Like You (Live)"                               | -                    | -                    | -                    | 40                   | World Wide Live                                          |
| 1988 | "Believe in Love"                                      | -                    | 12                   | -                    | -                    | Savage Amusement                                         |
| 1988 | "Rhythm of Love"                                       | 75                   | 6                    | 59                   | -                    | Savage Amusement                                         |
| 1989 | "Passion Rules the Game"                               | -                    | -                    | 74                   | -                    | Savage Amusement                                         |
| 1989 | "Is There Anybody There"                               | -                    | -                    | -                    | -                    | Best of Rockers 'n' Ballads                              |
| 1990 | "I Can't Explain"                                      | -                    | 5                    | -                    | -                    | Best of Rockers 'n' Ballads                              |
| 1990 | "Holiday (Remix)"                                      | -                    | -                    | -                    | -                    | Best of Rockers 'n' Ballads                              |
| 1990 | "Tease Me, Please Me"                                  | -                    | 8                    | -                    | -                    | Crazy World                                              |
| 1991 | "Don't Believe Her"                                    | -                    | 13                   | 77                   | -                    | Crazy World                                              |
| 1991 | "Wind of Change"                                       | 4                    | 2                    | 53                   | 1                    | Crazy World                                              |
| 1991 | "Viento De Cambio (Wind of Change)" [versão espanhola] | -                    | -                    | -                    | -                    | Crazy World / Viento De Cambio (Wind of Change) [single] |
| 1991 | "Send Me an Angel"                                     | 44                   | 8                    | 27                   | 5                    | Crazy World                                              |
| 1992 | "Hit Between the Eyes"                                 | -                    | 24                   | -                    | -                    | Crazy World / Freejack                                   |
| 1992 | "Ветер Перемен (Wind of Change)" [versão russa]        | -                    | -                    | -                    | 38                   | Crazy World / Ветер Перемен (Wind of Change) [single]    |
| 1992 | "Still Loving You (Remix)"                             | -                    | -                    | -                    | -                    | Still Loving You                                         |
| 1992 | "Living for Tomorrow"                                  | -                    | -                    | -                    | -                    | Still Loving You                                         |
| 1993 | "Alien Nation"                                         | -                    | 10                   | -                    | 27                   | Face the Heat                                            |
| 1993 | "Woman"                                                | -                    | 15                   | -                    | -                    | Face the Heat                                            |
| 1993 | "Under the Same Sun"                                   | -                    | 16                   | -                    | 99                   | Face the Heat                                            |
| 1994 | "No Pain No Gain"                                      | -                    | -                    | -                    | -                    | Face the Heat / No Pain No Gain [single]                 |
| 1995 | "Edge of Time"                                         | -                    | -                    | -                    | -                    | Deadly Sting / Live Bites                                |
| 1995 | "White Dove"                                           | -                    | -                    | -                    | 18                   | Live Bites                                               |
| 1995 | "In Trance" [estúdio/ao vivo]                          | -                    | -                    | -                    | -                    | Live Bites / In Trance                                   |
| 1996 | "You and I"                                            | -                    | -                    | -                    | 22                   | Pure Instinct                                            |
| 1996 | "Wild Child"                                           | -                    | 19                   | -                    | -                    | Pure Instinct                                            |
| 1996 | "Does Anyone Know"                                     | -                    | -                    | -                    | 81                   | Pure Instinct                                            |
| 1996 | "When You Came into My Life"                           | -                    | -                    | -                    | 97                   | Pure Instinct                                            |
| 1997 | "Where the River Flows"                                | -                    | -                    | -                    | 97                   | Pure Instinct                                            |
| 1997 | "Over the Top"                                         | -                    | -                    | -                    | -                    | Deadly Sting: The Mercury Years                          |
| 1999 | "To Be No. 1"                                          | -                    | -                    | 168                  | 55                   | Eye II Eye                                               |
| 1999 | "Mysterious"                                           | -                    | 26                   | -                    | -                    | Eye II Eye                                               |
| 1999 | "10 Light Years Away"                                  | -                    | -                    | -                    | -                    | Eye II Eye                                               |
| 1999 | "Aleyah"                                               | -                    | -                    | -                    | -                    | Eye II Eye                                               |
| 1999 | "Love Is Blind"                                        | -                    | -                    | -                    | -                    | Best                                                     |
| 1999 | "Still Loving You" / "Love Is Blind"                   | -                    | -                    | -                    | -                    | Best                                                     |
| 2000 | "Eye II Eye"                                           | -                    | -                    | -                    | -                    | Eye II Eye                                               |
| 2000 | "Moment of Glory"                                      | -                    | -                    | -                    | 67                   | Moment of Glory                                          |
| 2000 | "Hurricane 2000"                                       | -                    | -                    | -                    | -                    | Moment of Glory                                          |
| 2000 | "Here in My Heart"                                     | -                    | -                    | 113                  | -                    | Moment of Glory                                          |
| 2001 | "When Love Kills Love"                                 | -                    | -                    | -                    | -                    | Acoustica                                                |
| 2004 | "Miracle"                                              | -                    | -                    | -                    | -                    | somente download                                         |
| 2004 | "Love 'Em or Leave 'Em"                                | -                    | -                    | -                    | -                    | Unbreakable                                              |
| 2004 | "You Are the Champion" (Scorpions & Michael Kleitman)  | -                    | -                    | -                    | 92                   | You Are the Champion [single]                            |
| 2007 | "Humanity"                                             | -                    | -                    | -                    | -                    | Humanity: Hour I                                         |
| 2007 | "Love Will Keep Us Alive"                              | -                    | -                    | -                    | -                    | Humanity: Hour I                                         |
| 2010 | "Raised on Rock"                                       | -                    | 2                    | -                    | -                    | Sting in the Tail                                        |
| 2010 | "The Good Die Young" (feat. Tarja Turunen)             | -                    | -                    | -                    | -                    | Sting in the Tail                                        |
| 2012 | "Still Loving you"                                     | -                    | -                    | -                    | -                    | Comeblack                                                |
| 2013 | "Where the River Flows                                 | -                    | -                    | -                    | -                    | MTV Unplugged - Live in Athens                           |
| 2014 | "Rock You Like a Hurricane" (feat. Johannes Strate)    | -                    | -                    | -                    | -                    | MTV Unplugged - Live in Athens                           |
| 2014 | "We Built this House                                   | -                    | -                    | -                    | -                    | Return to Forever                                        |
| 2015 | "Eye of the Storm"                                     | -                    | -                    | -                    | -                    | Return to Forever                                        |
| 2015 | "Going out with a Bang"                                | -                    | -                    | -                    | -                    | Return to Forever                                        |
| 2016 | "Rock 'n' Roll Band"                                   | -                    | -                    | -                    | -                    | Return to Forever                                        |
| 2017 | "Follow your Heart"                                    | -                    | -                    | -                    | -                    | Born to Touch Your Feelings - Best of Rock Ballads       |
| 2020 | "Sign of Hope"                                         | -                    | -                    | -                    | -                    | Single                                                   |
| 2021 | "Peacemaker"                                           | -                    | -                    | -                    | -                    | Rock Believer                                            |

## Videos musicais
| Ano  | Título                                               | Álbum                            | Diretor(es)                        |
| ---- | ---------------------------------------------------- | -------------------------------- | ---------------------------------- |
| 1982 | «No One Like You»                                    | Blackout                         | Marty Callner e Hart Perry         |
| 1984 | «I'm Leaving You»                                    | Love at First Sting              | Martin Kahan                       |
| 1984 | «Rock You Like a Hurricane»                          | Love at First Sting              | David Mallet                       |
| 1984 | «Still Loving You»                                   | Love at First Sting              | Hart Perry                         |
| 1985 | «Rock You Like a Hurricane (PCM versión)»            | Love at First Sting              | David Mallet                       |
| 1985 | «Big City Nights»                                    | World Wide Live                  | Marty Callner e Richard Perry      |
| 1988 | «Rhythm of Love»                                     | Savage Amusement                 | Marty Callner                      |
| 1988 | «Believe In Love»                                    | Savage Amusement                 | Marty Callner                      |
| 1988 | «Passion Rules the Game»                             | Savage Amusement                 | desconhecido                       |
| 1989 | «I Can't Explain»                                    | Best of Rockers 'n' Ballads      | desconhecido                       |
| 1990 | «Tease Me Please Me»                                 | Crazy World                      | desconhecido                       |
| 1990 | «Don't Believe Her»                                  | Crazy World                      | desconhecido                       |
| 1990 | «Wind of Change»                                     | Crazy World                      | desconhecido                       |
| 1990 | «Send Me an Angel»                                   | Crazy World                      | Meiert Avis                        |
| 1991 | «Wind of Change (World Events Version)»              | Crazy World                      | desconhecido                       |
| 1992 | «Hit Between the Eyes»                               | Soundtrack Freejack              | desconhecido                       |
| 1993 | «Alien Nation»                                       | Face the Heat                    | Matt Mahurin                       |
| 1993 | «No Pain No Gain»                                    | Face the Heat                    | desconhecido                       |
| 1993 | «Woman»                                              | Face the Heat                    | Jeff "Baschi" Richter              |
| 1993 | «Under the Same Sun»                                 | Face the Heat                    | Peter Christopherson e Wayne Isham |
| 1994 | «White Dove»                                         | Live Bites                       | desconhecido                       |
| 1996 | «You and I»                                          | Pure Instinct                    | Marcus Nispel                      |
| 1996 | «When You Came Into My Life»                         | Pure Instinct                    | desconhecido                       |
| 1998 | «Holiday»                                            | World Wide Live                  | desconhecido                       |
| 1999 | «To Be No. 1»                                        | Eye II Eye                       | David Mallet                       |
| 1999 | What You Give You Give Back                          | Eye II Eye                       | desconhecido                       |
| 1999 | A Moment in a Million Years                          | Eye II Eye                       | desconhecido                       |
| 2004 | «Remember the Good Times»                            | Unbreakable                      | Hannes Rossacher                   |
| 2007 | «Humanity»                                           | Humanity: Hour I                 | desconhecido                       |
| 2010 | «The Good Die Young»                                 | Sting in the Tail                | Nikolaj Georgiew                   |
| 2011 | «All Day and All of the Night»                       | Comeblack                        | Oliver Sommer                      |
| 2011 | «Across the Universe»                                | Comeblack                        | Oliver Sommer                      |
| 2011 | «Children of the Revolution»                         | Comeblack                        | Oliver Sommer                      |
| 2011 | «Tainted Love»                                       | Comeblack                        | Oliver Sommer                      |
| 2011 | «Ruby Tuesday»                                       | Comeblack                        | Oliver Sommer                      |
| 2014 | «Rock You Like a Hurricane" (feat. Johannes Strate)» | MTV Unplugged                    | Sven Offen                         |
| 2015 | «We Built This House»                                | Return to Forever                | Joern Heitmann                     |
| 2015 | «Going out with a Bang»                              | Return to Forever                | Dennis Dirksen                     |
| 2016 | «Rock 'n' Roll Band (live)»                          | Return to Forever - Tour Edition |                                    |
| 2021 | «Peacemaker»                                         | Rock Believer                    | Joern Heitmann e Hinrich Pflug     |

## DVD & VHS
- First Sting (1985)

Faixas: "Rock You Like a Hurricane"; "No One Like You"; "I‘m Leaving You"; "Still Loving You"
- World Wide Live (1985) (U.S.: Gold[20])
- To Russia with Love and Other Savage Amusements (1988) (U.S.: Gold[21])
- Moscow Music Peace Festival (1990)
- Roger Waters The Wall Berlin 1990 (1990)
- Crazy World Tour Live... Berlin 1991 (1991)
- Moment of Glory - Berliner Philharmoniker Live (2001) (CAN: Gold[22])
- Acoustica (2001) (BRA: Platinum[23])
- A Savage Crazy World (2002)
- Unbreakable World Tour 2004: One Night in Vienna (2004)
- Live At Wacken Open Air 2006 (2007)
- Amazônia - Live in The Jungle (2009) (FRA: Gold[24])
- Scorpions live in 3D (Blu-ray 3D) (2011)
- MTV Unplugged - Live in Athens (DVD and Blu-ray) (2013)
- Forever and a Day - Live In Munich 2012 (2016)

## Trilhas Sonoras
| Ano         | Título                                      | Filme/Videojogo                             | Descrção |
| ----------- | ------------------------------------------- | ------------------------------------------- | --- |
| 1972        | Lonesome Crow                               | Das Paradises Kalte                         | Filme alemão anti-drogas |
| 1984        | Still Loving You                            | Corpo a Corpo                               | Telenovela brasileira |
| 1992        | Hit Between the Eyes                        | Freejack - Os Imortais                      | Protagonizada por Anthony Hopkins, Rene Russo, Mick Jagger |
| 1992        | Under the Same Sun                          | A Força em Alerta                           | Protagonizada por Steven Seagal |
| 1993        | Under The Same Sun                          | Sonho Meu                                   | Telenovela brasileira |
| 1996        | Rock You Like a Hurricane                   | Corrida Rumo ao Sol (Race to Sun)           | Protagonizada por Halle Berry e James Belushi |
| 1996        | You And I (Special Single Mix)              | Quem é Você?                                | Telenovela brasileira |
| 1996        | Still Loving You                            | O Bordel de Sangue                          | Protagonizado por: Dennis Miller, Erika Eleniak, Angie Everhart, Corey Feldman e Chris Sarandon                                                                            |
| 1999        | Rock You Like a Hurricane                   | Um Crime Entre Amigas (Jawbraker)           | Protagonizada por Rose McGowan |
| 2000        | Rock You Like a Hurricane                   | Little Nicky - Um Diabo Diferente           | Protagonizada por Adam Sandler |
| 2005 / 2010 | Rock You Like a Hurricane / No One Like You | Sobrenatural (Supernatural)                 | Protagonizada por Jared Padalecki e Jensen Ackles |
| 2007        | Rock You Like a Hurricane                   | Os Simpson: O jogo                          | |
| 2007        | No One Like You                             | Guitar Hero Encore: Rocks the 80s           | Videojogo |
| 2007        | Rock You Like a Hurricane                   | Guitar Hero III: Legends of Rock            | Videojuego |
| 2007        | Rock You Like a Hurricane                   | Ligeiramente Grávidos                       | Protagonizada por Seth Rogen |
| 2007        | Wind of Change                              | In Search of a Midnight Kiss                | Protagonizada por Scoot McNairy |
| 2007/2008   | The Game of Life                            | Caminhos do Coração                         | Telenovela brasileira |
| 2008        | Animal Magnetism                            | O Lutador                                   | Protagonizada por Mickey Rourke |
| 2008        | Rock You Like a Hurricane                   | Faça o Que Eu Digo, Não Faça o Que Eu Faço  | Protagonizada por Seann William Scott |
| 2009        | Wind of Change                              | Cavalheiros Nada Gentis (Gentlemen Broncos) | Protagonizada por Michael Angarano e Jemaine Clement |
| 2010        | The Sails of Charon                         | Gran Turismo 5                              | |
| 2010        | Rock You Like a Hurricane                   | Encontro Explosivo                          | Protagonizada por Tom Cruise e Cameron Diaz |
| 2011        | Hurricane 2000                              | Os Especialistas                            | Protagonizada por Robert De Niro, Clive Owen, Jason Statham. |
| 2012        | No One Like You / Rock You Like a Hurricane | Rock of Ages                                | Protagonizada por Julianne Hough, Diego Boneta, Russell Brand,Paul Giamatti, Catherine Zeta-Jones, Malin Åkerman, Mary J. Blige, Alec Baldwin, Tom Cruise e Bryan Cranston |
| 2013        | Rock You Like a Hurricane                   | Meu Namorado é Um Zumbi                     | Protagonizada por Nicholas Hoult |
| 2014        | Rock You Like a Hurricane                   | Vamos Ser Tiras                             | Protagonizado por Jake Johnson e Damon Wayans, Jr. |
| 2014        | Wind of Change                              | A Entrevista                                | Protagonizado por Seth Rogen e Evan Goldberg |
| 2016        | Rock You Like a Hurricane                   | Angry Birds: O Filme                        | Protagonizado por Jason Sudeikis, Josh Gad, Maya Rudolph, Kate McKinnon, Sean Penn, Tony Hale, Keegan-Michael Key, Bill Hader and Peter Dinklage.                          |

## Covers
| Ano  | Música                                     | Álbum                                | Descrição                                                                                                  | Original          |
| ---- | ------------------------------------------ | ------------------------------------ | --- | ----------------- |
| 1975 | Fuchs geh' Voran / Wenn Es Richtig Losgeht | The Hunters (single)                 | Originalmente lançado como single do "The Hunters", é uma versão em alemão de Fox on the Run e Action      | Sweet             |
| 1978 | Kōjō no Tsuki                              | Tokyo Tapes                          | Gravado em Tóquio. Canção japonesa com arranjos feitos pela banda.                                         | Rentarō Taki      |
| 1978 | Hound Dog                                  | Tokyo Tapes                          | Gravado em Tóquio. Medley com Long Tall Sally                                                              | Big Mama Thornton |
| 1978 | Long Tall Sally                            | Tokyo Tapes                          | Gravado em Tóquio. Medley com Hound Dog                                                                    | Little Richard    |
| 1989 | I Can't Explain                            | Best of Rockers 'n' Ballads          | – | The Who           |
| 1990 | In the Flesh?                              | The Wall – Live in Berlin            | Música d eabertura do show The Wall, a convite de Roger Waters                                             | Pink Floyd        |
| 1992 | Ave Maria no Morro                         | White Dove (single)                  | — | Trio de Ouro      |
| 1992 | White Dove                                 | White Dove (single) / Live Bites     | Versão em inglês da música Gyöngyhajú lány. Gravado em apoio à ONU                                         | Omega             |
| 1993 | Marie's the Name) His Latest Flame         | Face the Heat                        | – | Elvis Presley     |
| 2000 | Here in my Heart                           | Moment of Glory                      | — | Tiffany           |
| 2001 | Love of My Life                            | Acoustica                            | Gravado em Lisboa                                                                                          | Queen             |
| 2001 | Dust in the Wind                           | Acoustica                            | Gravado em Lisboa                                                                                          | Kansas            |
| 2001 | Drive                                      | Acoustica                            | Gravado em Lisboa                                                                                          | The Cars          |
| 2004 | You Are the Champion                       | You are the Champion (single)        | Gravado por Scorpions e Michael Kleitmann em homenaem à sétima vitória de Michael Schumacher na Fórmula 1. | Queen             |
| 2014 | Temple of the King                         | Ronnie James Dio - This Is Your Life | Gravado em tributo a Ronnie James Dio                                                                      | Rainbow           |